# Монтединове
Монтедино̀ве (на италиански: Montedinove, на местен диалект Mundëdënòvë, Мундъдъновъ) е село и община в Централна Италия, провинция Асколи Пичено, регион Марке. Разположено е на 561 m надморска височина. Населението на общината е 516 души (към 2011 г.).